# Leptonema archboldi
Leptonema archboldi är en nattsländeart som beskrevs av Oliver S. Flint Jr. 1968. Leptonema archboldi ingår i släktet Leptonema och familjen ryssjenattsländor. Inga underarter finns listade i Catalogue of Life.